# Tom Digbeu
Tom Digbeu (nacido el 24 de septiembre de 2001 en Barcelona, España) es un jugador de baloncesto profesional de nacionalidad española que juega en el Club Baloncesto Gran Canaria. Es sobrino de Jennifer Digbeu e hijo de Alain Digbeu, que fue internacional con la selección francesa y también jugador del FC Barcelona y Real Madrid.

## Carrera deportiva

### Primeros años
Es un alero formado en la cantera del Lucentum de Alicante, donde destacaría por sus condiciones físicas y que técnicamente iría evolucionando y que puede alternar con posiciones interiores.
En septiembre de 2016, con sólo dos años de experiencia en la cantera alicantina, llega al FC Barcelona para jugar en categoría cadete. En 2017, es seleccionado para participar en el partido internacional del Jordan Brand Classic, una de las citas baloncestísticas más importantes a nivel mundial y que reúne a los mayores talentos mundiales en edad de formación. También, disputaría el Adidas Eurocamp de Treviso.

### Profesional
En la temporada 2017-18, el alero debuta con el filial azulgrana, el FC Barcelona B compitiendo en la liga LEB Oro.
En verano de 2019, firma por el Žalgiris Kaunas de la Lietuvos Krepšinio Lyga y lo cede al Krepšinio klubas Prienai para disputar la temporada 2019-20, pero sufrió una grave lesión de rodilla en pretemporada y no pudo jugar con el conjunto de Prienai. En junio de 2020, el Žalgiris Kaunas suspende el contrato del jugador, después de que el jugador volviera a Francia sin autorización del club.
El 19 de septiembre de 2020, regresa al Krepšinio klubas Prienai de la Lietuvos Krepšinio Lyga.Apenas jugó por una lesión y la temporada siguiente fichó en los Brisbane Bullets de Australia. En la campaña 2022-23, jugó en Alliance Sport Alsace francés.
El 23 de noviembre de 2023, firmó por el Dreamland Gran Canaria de la liga ACB de España.El 27 de noviembre de 2023 fue cedido al Club Bàsquet Menorca de la Liga LEB Oro, en el que jugaría hasta abril de 2024.